# Disconema alaima
Disconema alaima är en rundmaskart som beskrevs av Nikolai Nikolaievich Filipjev 1918. Disconema alaima ingår i släktet Disconema och familjen Linhomoeidae. Inga underarter finns listade i Catalogue of Life.